# Jeff Paris

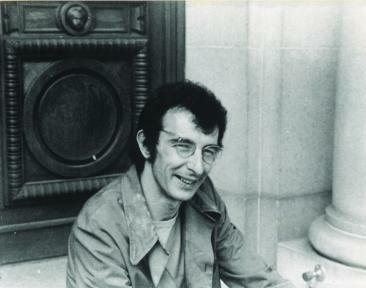
Jeff Paris in Berkeley

Jeffrey Bruce Paris (* 1944) ist ein britischer Mathematiker, der sich mit mathematischer Logik beschäftigt. Er ist Professor an der University of Manchester, wo er 1969 bei Robin Gandy promoviert wurde (Large Cardinals and the Generalized Continuum Hypothesis).

## Leben und Wirken
Bekannt wurde er durch das Paris-Harrington-Theorem von 1977 mit Leo Harrington, in dem zum ersten Mal die Nichtbeweisbarkeit eines wahren Satzes der elementaren Arithmetik aus den Peano-Axiomen der Arithmetik gezeigt wurde. Die Existenz solcher wahrer, aber nicht beweisbarer Sätze war nach dem Unvollständigkeitssatz von Gödel allgemein für (genügend reichhaltige) formale Systeme  bekannt, aber Paris und Harrington lieferten erstmals ein elementares Beispiel, das aus der Ramsey-Theorie stammte. 1982 zeigte er mit Laurie Kirby, dass der Satz von Goodstein nicht mit Methoden der Peano-Arithmetik beweisbar ist (Satz von Kirby und Paris).
1983 erhielt er den Whitehead-Preis. 1999 wurde er in die British Academy gewählt.

## Schriften
- The uncertain reasoner’s companion: a mathematical perspective, Cambridge University Press, 1994, ISBN 0-521-46089-1

## Verweise
1. ↑  Jeff Paris im Mathematics Genealogy Project (englisch)
2. ↑  Jeff Paris, Leo Harrington: A Mathematical Incompleteness in Peano Arithmetic. In Jon Barwise (Herausgeber): Handbook of Mathematical Logic, North-Holland, Amsterdam 1977, S. 1133–1142
3. ↑  dargestellt auch in Craig Smoryński: Some rapidly growing functions, Mathematical Intelligencer 2, 1979/80, S. 149–154
4. ↑  Laurie Kirby, Jeff Paris: Accessible independence results for Peano Arithmetic, Bulletin London Mathematical Society 14, 1982, S. 285–293

| Personendaten    | Personendaten                             |
| ---------------- | ----------------------------------------- |
| NAME             | Paris, Jeff                               |
| ALTERNATIVNAMEN  | Paris, Jeffrey Bruce (vollständiger Name) |
| KURZBESCHREIBUNG | britischer Mathematiker                   |
| GEBURTSDATUM     | 1944                                      |